# Międzyzakładowy Wolny Związek Zawodowy Kolejarzy
Międzyzakładowy Wolny Związek Zawodowy Kolejarzy zrzesza pracowników spółek grupy PKP S.A.
Związek jest członkiem centrali związkowej Ogólnopolskie Porozumienie Związków Zawodowych. 

## Przewodniczący związku
- od 2001 - Danuta Elżbieta Brewka